# Cooperativa Agrícola de la Selva del Camp
La Cooperativa agrícola de la Selva del Camp és una cooperativa de La Selva del Camp fundada l'octubre de 1900 amb el nom d'Associació Agrícola de la Selva del Camp. Aquesta primera entitat agrupava pagesos petits propietaris i jornalers que, inspirant-se en l'associacionisme obrer que des de mitjan segle xix s'havia desenvolupat als centres urbans industrials, s'unien per intentar trobar una manera de pal·liar els efectes de la crisi agrària de finals de segle.
Es va conèixer en l'àmbit local com la Societat dels Pagesos, una denominació popular que la va diferenciar de L'Agrícola, una altra societat constituïda l'any 1904 i refundada el 1906 com a Sindicat Agrícola de la Selva del Camp, l'entitat que abraçava, entre d'altres, els propietaris més acomodats de la vila. Totes dues entitats, sobretot la més antiga, van tenir una funció més social que econòmica i van acabar fusionant-se el 1920.
L'Agrícola va ser més activa, va proporcionar crèdit als seus socis i va tenir un paper destacat en la introducció de l'ús d'adobs i de productes fitosanitaris en les pràctiques agrícoles de l'època. Les antigues societats i sindicats agrícoles de començaments de segle van fer possible la modernització i tecnificació de les finques i van facilitar l'accés d'antics jornalers o petits propietaris a la propietat d'explotacions més grans i rendibles. L'any 1916, es va constituir, encara una tercera entitat agrícola, el Sindicat Agrícola de Sant Andreu, un sindicat impulsat per l'Església que agrupava pagesos propietaris petits i mitjans. Aquest sindicat, a diferència de les altres dues entitats, va tenir un paper més actiu en l'àmbit de la producció i va actuar de manera decidida en la transformació i la comercialització de les collites.
Va ser pioner en adquirir i posar a la disposició dels seus socis una premsa hidràulica on es transformava la verema i les olives, dues collites que, a l'època, ja ocupaven una posició secundària respecte a l'avellana, un producte que és conreu majoritari al poble des de la segona meitat del segle xix.